# Гостиново
Гостиново — деревня в Свердловском районе Орловской области. Входит в состав Яковлевского сельского поселения.

## География
Деревня находится на берегу реки Оптуха, на расстоянии 10 км к северо-западу от посёлка городского типа Змиёвка, административного центра района, и 30 км к юго-востоку от города Орёл, административного центра области.

### Часовой пояс
Деревня Гостиново, как и вся Орловская область, находится в часовой зоне МСК (московское время). Смещение применяемого времени относительно UTC составляет +3:00.

## Население
| 2002 | 2010 |
| ---- | ---- |
| 318  | ↘299 |

## Улицы
| - ул. Мира, - ул. Садовая, - ул. Солнечная, | - ул. Хуторская, - ул. Центральная, - ул. Школьная. |

## Известные уроженцы
- Орехов, Василий Васильевич (1896—1990) — русский зарубежный военный и общественный деятель, публицист.